# 楊任斯
楊任斯（？—？），號樂庵，廣東饶平人，明朝政治人物，同进士出身。

## 生平
崇禎元年（1628年）登戊辰科进士，任山西沁水縣知县。與辜朝薦、郭之奇、黃奇遇、宋兆禴、梁應龍、陳所獻、李士淳等人並稱“戊辰八賢”。